# 大別列日齊
50°5′50″N 25°36′15″E / 50.09722°N 25.60417°E
大別列日齊（烏克蘭語：Великі Бережці），是烏克蘭的村落，位於該國西部捷爾諾波爾州，由克列梅涅茨區負責管轄，始建於1545年，面積38平方公里，2001年人口1,011，人口密度每平方公里26.6人。